# Jean-Pierre Duprey
Pour les articles homonymes, voir Duprey.
Jean-Pierre Duprey né le 1er janvier 1930 à Rouen (Seine-Inférieure) et mort le 2 octobre 1959 à Paris, est un poète, sculpteur et peintre français.

## Biographie
Dès l'âge de quinze ans, Jean-Pierre Duprey compose ses premiers poèmes. Il part pour Paris en 1948 sur l'invitation d'André Breton et participe au mouvement surréaliste. Au cours de l'été 1948, il rencontre, en Normandie, Jacqueline Sénart qui deviendra sa femme et partagera sa vie jusqu'à la fin. Ils figurent sur les photographies du groupe surréaliste prises par Man Ray en 1953 au café de la place Blanche.
Personnalité tragique et indépendante, il abandonne la poésie au début des années 1950 pour se consacrer entièrement à la sculpture dans son atelier situé au 123, rue de Crimée à Paris, puis chez Hanesse à Pantin et, à partir de 1957, au 21, avenue du Maine, dans un atelier situé villa Marie Vassilieff (chemin du Montparnasse).
Arrêté et passé à tabac après avoir uriné sur la tombe du Soldat inconnu en protestation contre la guerre d'Algérie, il est emprisonné, puis interné à l'hôpital Sainte-Anne en juillet 1959.
Revenu à la poésie dans le plus grand secret, il se pend à la poutre maîtresse de son atelier le 2 octobre 1959.

## Œuvres

### Œuvre poétique
- Derrière son double suivi de Solution H, Trois feux et une tour, Dans l’œil de miroir, Le Soleil Noir, 1950 - avec lettre-préface d'André Breton, réédité en 1964 avec Spectreuses et En l'air de verre passé au philtre du vide.
- La Fin et la Manière, précédé de Lettre rouge d'Alain Jouffroy, Le Soleil Noir, 1965.
- La Forêt sacrilège suivi de L'Ombre sagittaire, Le Temps en blanc, Premiers poèmes, Réincrudation, préface d'André Breton, Le Soleil Noir, 1970.
- Œuvres complètes, édition annotée par François Di Dio, Christian Bourgois Éditeur, 1990.
- Derrière son double. Œuvres complètes, Poésie/Gallimard, 1999.
- Un bruit de baiser ferme le monde, poèmes inédits[2], Le Cherche midi, 2001.

#### Extraits
- « La fée déguisée en feuillage, tout en elle sent la mer, lac et ressac. La mer ? d'une enjambée on la franchit. Après la lumière l'onde est devenue verte. On ne discute pas avec les morts ». - Tout enfant dans la lande a ses visions - décembre 1945.
- « La fenêtre rouge ouverte sur la belle. Est-ce ainsi que je conçois l'amour ? » - La Fin et la Manière.
- « La vie ne nous cadre pas, nous aurons peine à nous y adapter, à moins de découvrir la tour qui s'élève au cœur de la forêt… » - La Forêt sacrilège.
- « Vous êtes certainement un grand poète, doublé de quelqu'un d'autre qui m'intrigue. Votre éclairage est extraordinaire ». Extrait d'une lettre adressée par André Breton à Jean-Pierre Duprey le 18 janvier 1949.
- « L'Aube Sortilège se lèvera face à la Tombe-Tempête. » - Le Temps en blanc, 1950.

### Sculpture
- Jerusalem, Musée d'Israël, The Vera and Arturo Schwarz Collection : : Sans titre, 1958, fer forgé.